# Leopoldo Salazar Viniegra
Leopoldo Salazar Viniegra (Pánuco de Coronado, Durango, México, 17 de diciembre de 1897 - Ciudad de México, 23 de septiembre de 1957) fue un médico, psiquiatra, escritor y profesor mexicano, cuyas investigaciones científicas influyeron en la legalización de sustancias psicoactivas durante el gobierno de Lázaro Cárdenas del Río en 1940.
Salazar nació en Pánuco de Coronado, Durango, en 1897, hijo de Leopoldo Salazar Salinas y Aurora Viniegra de Salazar. Tras sus estudios primarios en Durango, se trasladó a la capital para iniciar su formación universitaria en la Universidad Nacional Autónoma de México (UNAM). Marchó a Europa, donde completó sus estudios de medicina en la Facultad de Medicina de San Carlos de Madrid. Para su especialización en psiquiatría estudió en la Faculté de médecine de París.
Fue en La Castañeda la institución en la que Salazar trabajó durante más de veinte años, donde dirigió numerosas investigaciones científicas sobre los efectos de la marihuana. Estas investigaciones, detalladas en su informe "El mito de la marihuana", ayudaron a Salazar a lanzar al discurso público nacional la desestigmatización de la adición a las drogas y su tratamiento como una enfermedad, no como un delito. Debido a la creciente presión política y económica del gobierno de Estados Unidos y a una campaña estadounidense para desacreditar a Salazar, la ley fue derogada el 3 de julio de 1940. Salazar dedicó sus últimos años a un proyecto educativo, orientado a niños problema conocido como el Centro Psicopedagogico de Orientación, también conocido como "La Casa sin Rejas"  hasta su muerte en 1957 en la Ciudad de México.

## En los medios
Luis Gerardo Méndez interpretó a un personaje inspirado en Salazar en el podcast de 2021 Toxicomanía : el experimento mexicano.